# Поточарка
Поточарка (лат. Nasturtium officinale) је полуводена биљка из породице Купусњаче. Биљка је распрострањена у Европи, северној Африци и Азији. Спада у врсту од најстаријих врста поврћа које је човек користио. У исхрани су их користили још стари Грци и Персијанци. 

## Опис
Име је добила по томе што углавном расте у дивљини уз обале потока и споријих река. Расте углавном у води. Има дуге петељке, с малим, округластим, светлозеленим листовима.
Стручак биљке је шупаљ, тако да плива на води. Цветови су ситни и беле су боје.
Користи се у народној медицини. Постоји и више култивисаних одлика ове биљке.

## Прехрамбена вредност
Поточарка садржи горке материје, танин, шећер, етерично уље, рафанол, витамине А, Б1, Б2, Ц и Е, минералне материје попут гвожђа, јода, фосфора, калцијума. 100 гр свежег листа даје 19 калорија - 93,3% воде, 2,2 гр беланчевина, 0,3 гр масти, те 3 гр угљених хидрата. Од минерала садржи 151 мг калцијума, 54 мг фосфора, 1,7 мг гвожђа, 52 мг натријум а и 282 мг калијум а. Од витамина садржи 2940 мг бета-каротена, 0,08 мг тиамина (Б1), 0,16 мг рибофлавина (Б2), 0,9 мг ниацина и 79 мг витамина Ц.

### Здравствене предности поточарке
Поточарка је богата витаминима А, Ц и К, који јачају имуни систем, побољшавају здравље коже и подржавају здравље костију. Њени снажни антиоксиданси помажу у заштити ћелија од оксидативног стреса и смањују ризик од хроничних болести. Захваљујући високом садржају влакана и ниској калоријској вредности, подстиче здраву пробаву и помаже у регулацији телесне тежине. Такође, њена детоксикациона својства подржавају функцију јетре и помажу телу да се ослободи токсина.